# Charles G. S. Williams
Charles Garfield Singer Williams (* 1939; † 15. September 2005 in Mount Vernon (Ohio)) war ein US-amerikanischer Romanist und Literaturwissenschaftler.

## Leben und Werk
Williams studierte Französisch am Kenyon College in Gambier, Knox County (Ohio), und mit einem Stipendium an der University of Oxford. 1969 promovierte er an der Yale University mit der Arbeit Jean Baptiste Henri du Trousset de Valincour, 1653-1730 (erschienen u. d. T. Valincour. The limits of honnêteté, Washington D. C. 1991) und lehrte dann bis zu seinem Tod an der Ohio State University in Columbus (Ohio).

1992 wurde der von seiner Mutter gestiftete Charles Singer Williams Prize der Ohio State University mit seinem Namen verbunden.

## Weitere Werke
- (Hrsg.) Literature and history in the age of ideas. Essays on the French Enlightenment presented to George R. Havens, Columbus 1975
- Madame de Sévigné, Boston 1981
- (Hrsg.) Actes de Columbus. Racine. Fontenelle: Entretiens sur la pluralité des mondes. Histoire et littérature. Actes du colloque de la North American Society for Seventeenth-Century French Literature, Ohio State University, Columbus (6-8 avril 1989), Paris/Seattle 1990